# Eugen Alfons Czernin
Evžen Alfons Černín z Chudenic (německy celým jménem Eugen Alfonsus Maria Joseph Graf Czernin von und zu Chudenitz; 3. ledna 1892 Praha – 16. června 1955 Vídeň) byl český šlechtic a hrabě z rodu Černínů z Chudenic. Byl c. a k. komoří a velký stoupenec rakousko-uherské monarchie.

## Život

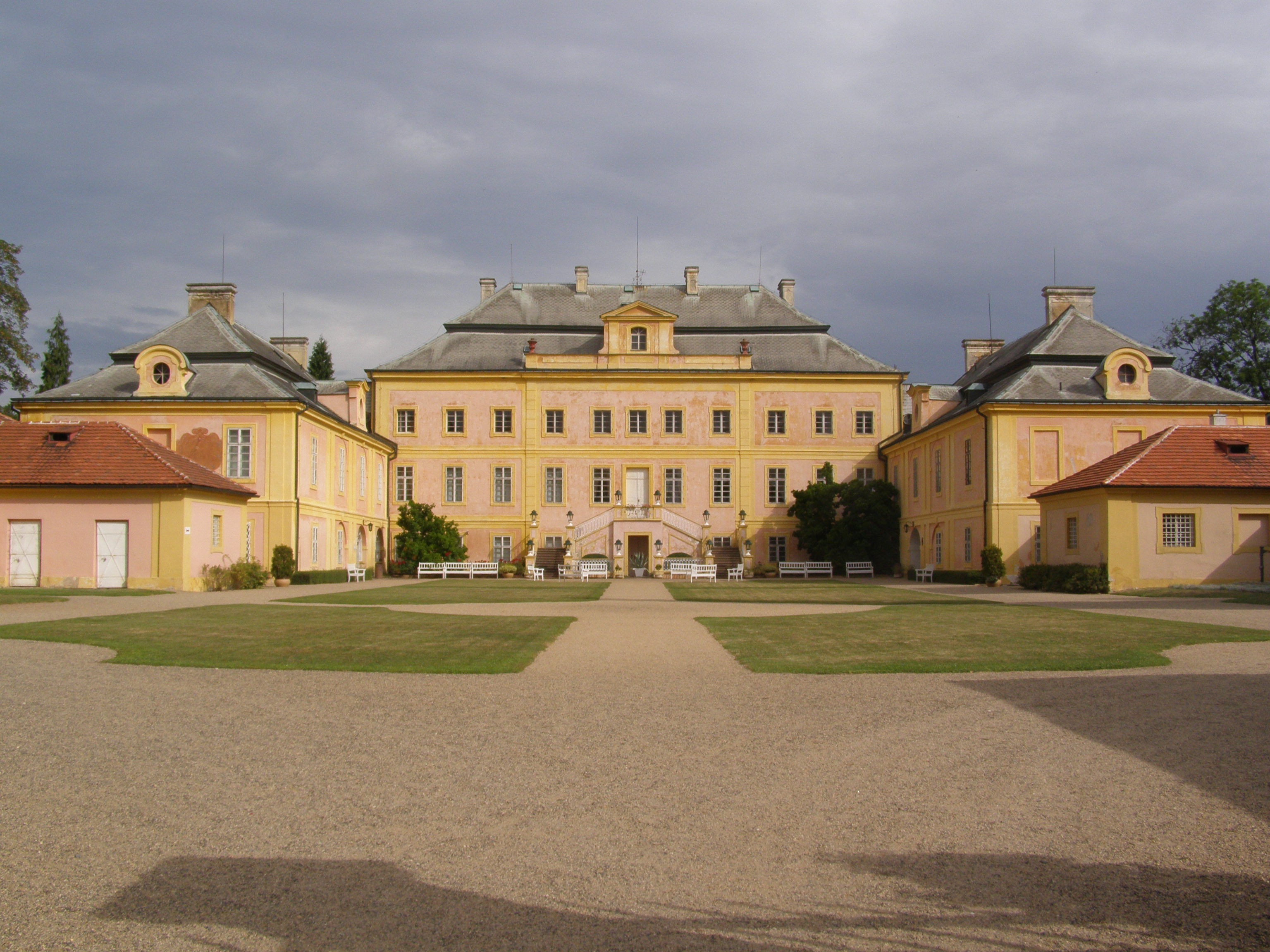
Zámek Krásný Dvůr, který byl ve vlastnictví Evžena Alfonse Černína

Evžen Alfons se narodil v Praze jako sedmý potomek Rudolfa Alfonse Czernin-Morzina (1855–1927) a jeho manželky Emmy Orsiniové z Rosenbergu (1858–1905).
Studoval v Etonu.
V roce 1927 byl adoptován svobodným a bezdětným Františkem Jaromírem Evženem Czerninem (1857–1932), 7. vladařem domu hradeckého a chudenického. Podmínkou, aby mohl Evžen Alfons dědit, bylo naučit se česky.
Eugen zdědil velký majetek včetně několika zámků, na Lounecku zámek Petrohrad a Krásný Dvůr, v jižních Čechách zámek v Jindřichově Hradci a na Klatovsku Chudenice. Přičinil se o zlepšení hospodaření na těchto panstvích a splatil zděděné dluhy.
Během své mise v létě 1938 ho v Petrohradě navštívil lord Walter Runciman. U zámku se tehdy konala demonstrace, během níž sudetští Němci fanaticky provolávali protičeskoslovenská hesla, mezi nimi Lieber Lord, mach uns frei von der Tschechoslowakei (Milý lorde, osvoboď nás od Československa). Během druhé světové války zůstal s rodinou na zámku v Petrohradě, tedy na území Říše (zabraných Sudet). Tím se stal říšským občanem, byť o toto občanství nikdy nepožádal. Během války několikrát pomohl Čechům, za což mu byl nacisty zámek v Krásném Dvoře zabaven a přidělen říšskému ministrovi zahraničí Joachimovi von Ribbentrop. Evžen Alfons nikdy něhem okupace nevstoupil do NSDAP. V době příchodu Rudé armády v roce 1945 pobýval se ženou a dcerou Terezou v Petrohradě u Podbořan. Popadli rodinné šperky a chtěli se dostat do americké zóny, do Chudenic. Na Švihově byli zadrženi a o šperky přišli. Na základě Benešových dekretů byl rodině zabaven veškerý majetek. Evžen byl zatčen a vyslýchán na Ruzyni. V době vazby musel zametat holešovické ulice. Nakonec byl po šesti měsících propuštěn, protože kolaborace mu nebyla soudně prokázána, přesto mu majetek nebyl vrácen. Na zámek nebyl vpuštěn, pobýval v ústavu chudých u sv. Jana Křtitele v Jindřichově Hradci. V prosinci 1945 odjel s pomocí americké armády přes Švýcarsko do Mnichova, kde se setkal se svou ženou a dětmi, a poté společně odešli do Rakouska. Za svého pobytu v Rakousku si zažádal o československé občanství, avšak jeho žádosti nebylo vyhověno a žádost o zachování občanství zamítlo rovněž Ministerstvo vnitra ČR v roce 2005.
Zemřel ve Vídni v roce 1955. On i jeho manželka byli pohřbeni na hřbitově v Pottschachu v Dolních Rakousích.

## Rodina
Dne 23. října 1919 se na zámku v Hluboké nad Vltavou oženil s Josefínou Schwarzenbergovou (3. 10. 1895 Protivín – 14. 10. 1965 Vídeň), princeznou z hlubocko-krumlovské větve rodu Schwarzenbergů, dcerou Jana Nepomuka II. ze Schwarzenbergu (1860–1938) a jeho manželky Terezie z Trauttmansdorff-Weinsbergu (1870–1945). Manželka byla 1. asistentkou Řádu hvězdového kříže a dámou Maltézského řádu. Narodili se jim tři potomci:
- 1. Karel Evžen (27. 9. 1920 Jemčina – 18. 5. 1940 nedaleko Le Chesne), padl v řadách wehrmachtu ve 2. světové válce
- 2. Terezie (19. 10. 1921 Třeboň – 19. 3. 2000 Vídeň)
  - ⚭ (10. 4. 1947 Vídeň) hrabě Emil Spannocchi (1. 9. 1916 Aigen, Salcburk – 29. 8. 1992)
- 3. Rudolf (18. 2. 1924 Praha – 22. 6. 2004 Schleinz, Dolní Rakousko), 9. vladař domu hradeckého a chudenického,
  - ⚭ I. (3. 11. 1955 Vídeň) Lucia Hauser (27. 2. 1929 Vídeň – 23. 12. 1970 Vídeň)
  - ⚭ II. (1. 3. 1982 Vídeň) Charlotte Preisinger (* 2. 2. 1948 Novosedly)

Jeho syn Rudolf a vnuk Karl-Eugen (* 1956) v roce 1990 požádali o navrácení majetku v restituci a žádosti bylo zčásti vyhověno na základě rozhodnutí dvou úřednic pražského magistrátu, které jim v roce 1999 vydaly nesprávné potvrzení, že Josefina Czerninová byla v době své smrti v roce 1965 československou občankou. Restituenti dnes vlastní pozemky u Velichova na Karlovarsku, Třeboně a zámek Lázeň u Chudenic.